# Per Holland Bastrup
Per Holland Bastrup født 28. juni 1949 i København, Danmark er en dansk møbeldesigner, der bor og arbejder i København. Har sin egen tegnestue siden 1986 og er bl.a. kendt for Triangolo-stolen, 1989, som nu produceres af den danske designvirksomhed Frama. Var i 1989-93 medlem af Møbelgruppen af 1983.

## Uddannelse
I 1970 fik han svendebrev som murersvend og blev i 1974 bygningskonstruktør fra Byggeteknisk Højskole i København. I 1983 blev han uddannet fra Kunstakademiets Arkitektskole hos prof. Knud Holscher og i 2007 i Kunsthistorie fra Københavns Universitet.

## Arbejdslegater
1989-93 Statens Værksteder for Kunst, Gammel Dok

## Samlinger
Designmuseum Danmark, Furniturecollection 2/1995:
Tanga 1, Tripod Chair 3 Legged Chair 1989, Reese/Marlyn Palley RP no. RP04586 
Designmuseum Danmarks Bibliothek:
1. Skitseforslag On the stage til Innovations Randers, 1988
2. Tegninger til Stol med ring Tanga 1, 1989 

## Udstillinger
- 2019: Møbleri + Maleri i kunstmix, København med Nana Rosenørn Holland Bastrup

Udstillinger med Møbelgruppen af 1983
- 1990 Galerie Binnen, Amsterdam, Holland
- 1990 Møbeludstilling i bunker, Fælledparken, København
- 1991 Dansk Arkitektur Center, Gl. Dok, Christianshavn, København
- 1992 New Scandinavian Furniture Fair, København
- 1992 Stormagasinet Illum, København
- 1992 International Furniture Fair, Herning
- 1993 10 års jubilæum Møbelgruppen, Den Frie Udstillingsbygning, København, Danmark[3]

## Udgivelser
- 1974 Byggeskik - ornamentik & stuk, Danmark
- 1977 Noter om teater / Per Holland Bastrup, Danmark<ref>Noter om teater / Per Holland Bastrup Arkiveret 21. februar 2021 hos  Wayback Machine
- Noter Noter om teater / Per Holland Bastrup Arkiveret 21. februar 2021 hos  Wayback Machine
- 1989 md. moebel interior design, 8. august, s. 19, Tyskland
- 1989 Katalog Møbelgruppen Grafodan offset, Danmark
- 1989 DMI Bladet, Dansk Møbel Industri, nr. 6., Møbelgruppen Furniture Fair Herning, særtryk, Danmark
- 1990 Tidsskrift Danske Møbler, nr. 6, august, s. 16, Møbelgruppen, Danmark
- 1990 md. moebel interior design, 7. juli, s. 36, Tyskland
- 1990 Domus 719 Architecture Interiors Design Art - MOBILI 90, september, Italien
- 1990 möbel kultur, nr. 12, december, s. 63, Tyskland
- 1990 arcade, s. 11, Tyskland
- 1990 Katalog Møbelgruppen Skandia-Grafik, Danmark
- 1991 Berlingske Tidende, artikel i boligen, Møbelgruppen af 83 udstiller forf. Ove Christen, fotos Morten Juhl Nye møbler i Gammel Dok  Arkitektcentret Gl. Dok, 22. maj, Danmark
- 1991 Tidsskrift Danske Møbler, nr. 6, august, Møbelgruppen, Danmark
- 1991 Katalog Møbelgruppen Set-off tryk, Danmark
- 1991 Fair Facts volume 3, nr. 2, juni, s. 32, Danmark
- 1992 Bo Bedre, nr. 5, s. 134, Danmark
- 1993 Katalog Møbelgruppens 10 års jubilæum Danmark
- 1993 ØbroAvis, Jubilæumsudstilling Kan man stole på det Møbelgruppen udstiller på den Frie, juni, forf. Tine M. Beyer, Danmark
- 1994 Bo Bedre, nr. 9 Hvor bliver de af de nye møbel-stjerner? s. 78-80, Danmark
- 2018 RUM International Edition, april, Triangolo Chair på coverfoto, s. 92, s. 132, Egmont Publishing, Danmark
- 2019 RUM, maj, Triangolo Chair på coverfoto, s. 34-35, Egmont Publishing, Danmark
- 2021: Katalog Remix #7 - Matvey Slavin, Nana RH Bastrup, Per Holland Bastrup  s. 161-227. Forlag: kunstmix København, Danmark ISBN 978-87-93898-03-5.
- 2023: RUM International Edition Nr 17 2023 - Frama - Triangolo metal chair in creative director Szeki Chan’s Copenhagen apartment Sider 174, 177.
- 2024: AN Interior, The Architect’s Newspaper, ISSUE 26, Efterår/Vinter, Frama - Per Holland Bastrup - Triangolo Chair, forside, s. 12, 82-83, 113, 114, New York, USA. ISSN 2476-1153 Parameter fejl i {{ISSN}}: Invalid ISSN..